# Lynette Davies
Lynette Davies (18. října 1948 – 1. prosince 1993) byla velšská divadelní, televizní a filmová herečka. Narodila se ve městě Tonypandy na jihovýchodě Walesu a studovala v Cardiffu. Později odjela do Londýna a nakonec do Bristolu, kde hrála v divadle Bristol Old Vic. Roku 1993 se ve svých pětačtyřiceti letech utopila v Lavernock Point poblíž města Penarth.